# Gösta Berg-medaljen
Gösta Berg-medaljen delas årligen ut av Kungliga Patriotiska Sällskapet.  Den utdelas till person som gjort framstående insatser inom de områden som Gösta Berg företrädde, nämligen folklivsforskning, kulturminnesvård och nordeuropeisk arkeologi.
Kungliga Patriotiska Sällskapet lät prägla medaljen över sin dåvarande ordförande Gösta Berg att överlämnas till honom på hans 80-årsdag (1983). Medaljen skulle erinra om Gösta Bergs stora insatser på kulturhistoriens område.
Åtsidan av medaljen bär Gösta Bergs drag i profil. Frånsidan är försedd med inskriptionen ”Kungl. Patriotiska Sällskapets hyllning till en livslång gärning i utforskandet av Sveriges andliga och materiella odlings historia”.
Medaljen är i silver med mottagarens namn ingraverat på dess kant.
Medaljen utdelades första gången 1984. Leo Holmberg utformade medaljen.

## Mottagare av Gösta Berg-medaljen
- 1984 Fil dr John Bernström
- 1986 Fil dr Janken Myrdal
- 1987 Professor Nils-Arvid Bringéus
- 1988 Fil dr Bengt af Klintberg
- 1989 Professor Magnus von Platen
- 1990 Professor  Bertil Almgren
- 1991 Professor  Herman Schück
- 1992 Professor  Birgit Arrhenius
- 1994 Professor  Phebe Fjellström
- 1996 Finlands Riksarkivarie Kari Tarkianinen
- 1997 Professor  Evert Baudou
- 1998 Museidirektör Ulf Erik Hagberg
- 2001 Docent Jan-Peder Lamm
- 2003 Fil dr Eva Nordenson
- 2004 Docent Ebbe Schön
- 2005 Docent Elisabet Stavenow-Hidemark
- 2006 Fd riksantikvarie Margareta Biörnstad
- 2007 TV-producent, författare Katarina Dunér
- 2008 Professor Orvar Löfgren
- 2009 Docent Sten Rentzhog
- 2010 Professor Staffan Helmfrid
- 2011 Konsthistoriker Lars Sjöberg[1]
- 2022 Berit Thorburn och Jon Thorburn, Morlanda säteri

## Kungl. Patriotiska Sällskapets övriga medaljer
Företag och organisationer kan i Sällskapets namn belöna medarbetare för Uppskattad Arbetsinsats efter 15, 20 och 25 år, alternativt Betydande Gärning för ideellt arbete. Årligen delas ett 10-tal näringslivsmedaljer ut till företagsledare som driver företaget med starkt ägarinflytande. De hedras för att de under lång tid byggt upp en verksamhet som utvecklar svenskt näringsliv och ger arbetstillfällen. Dessutom finns Trädgårdsmedaljen samt Emmerymedaljen för personer inom sjöfart. Den senare instiftades 1781 av svenske konsuln i Dunkerque J F F Emmery.